# Keane
Keane (Кин, МФА: [kiːn]) — британская поп-рок-группа из Баттла, образованная в 1995 году. В настоящее время в состав группы входят Том Чаплин (вокал, электро / акустическая гитара), Тим Райс-Оксли (фортепиано, синтезатор, бас-гитара, бэк-вокал), Ричард Хьюз (ударные, перкуссия, бэк-вокал) и Джесси Куин (бас-гитара, акустическая / электрогитара, бэк-вокал). Их первоначальный состав включал основателя и гитариста Доминика Скотта, который ушел в 2001 году.
В 2004 году Keane достигли массового международного успеха благодаря выпуску своего дебютного альбома Hopes and Fears. Помимо британских чартов, альбом получил награду BRIT Awards 2005 года за «Лучший британский альбом» и стал вторым бестселлером британского альбома 2004 года. Их второй альбом Under The Iron Sea, выпущенный в 2006 году, возглавил чарты британских альбомов и дебютировал под номером четыре в американском Billboard 200. Третий альбом Perfect Symmetry был выпущен в октябре 2008 года.
В мае 2008 года читатели журнала Q проголосовали за Hopes and Fears (номер 13) и Under The Iron Sea (номер 8) как за одни из лучших британских альбомов за всю историю; Keane, The Beatles, Oasis и Radiohead — единственные артисты, у которых есть по два альбома в Топ-20. В 2009 году Hopes and Fears был назван девятым бестселлером десятилетия 2000-х годов в Великобритании. Их EP Night Train был выпущен в мае 2010 года. Их четвертый студийный альбом Strangeland был выпущен в мае 2012 года и снова занял первое место в британском чарте альбомов.
Keane известны тем, что используют клавишные в качестве ведущего инструмента вместо гитар, что отличает их от большинства других рок-групп. Включение искаженного эффекта пианино в 2006 году и различных синтезаторов было общей чертой их музыки, которые развивались на втором и третьем альбомах. Keane продали более 10 миллионов пластинок по всему миру.
17 января 2019 года газета The Sun сообщила, что после шести лет перерыва группа возвращается с новым материалом. 20 сентября был выпущен пятый студийный альбом Cause and Effect.

## Формирование группы (1995—1999)
Том Чаплин и Тим Райс-Оксли подружились, когда были довольно юны. Отец Чаплина Дэвид в течение 25 лет был директором школы Vinehall в Робертсбридже. Данную школу все трое посещали до 13 лет. Позднее они посещали школу Tonbridge School в Кенте, где Райс-Оксли встретил Доминика Скотта; они оба быстро обнаружили свою любовь к музыке. Ричард Хьюз, будущий барабанщик Keane, тоже учился в Тонбриджской школе. Чаплин также научился играть на флейте, но никто из них не рассматривал музыку как правильную карьеру в то время.
В 1995 году, учась в Университетском колледже Лондона на направлении «Классика», Райс-Оксли основал рок-группу со Скоттом и пригласил Хьюза играть на барабанах. Группа под названием Lotus Eaters начала свою деятельность в качестве кавер-группы, исполняя песни любимых коллективов, включая U2, Oasis и The Beatles, и репетируя дома. Адам Тудхоп, с которым Райс-Оксли встретился и подружился в университете, стал их менеджером. Тудхоп также участвует в кинопроизводстве через свою компанию White House Pictures и участвует в некоторых английских фильмах.
После прослушивания игры Райс-Оксли на пианино на выходных в Верджинии-Уотер в 1997 году Крис Мартин пригласил его присоединиться к своей недавно сформированной группе Coldplay. Однако Райс-Оксли отказался, потому что он не хотел уходить из Lotus Eaters, заявив: «Я был серьезно заинтересован, но Keane были в работе, поэтому идея клавишника Coldplay была отброшена». Из-за предложения Мартина и несмотря на то, что Хьюз и Скотт изначально были против, Чаплин присоединился к группе в 1997 году, заняв место Райс-Оксли в качестве вокалиста и добавив себя в качестве гитариста. Вербовка Чаплина также ознаменовала смену имени с Lotus Eaters на Cherry Keane в честь подруги матери Чаплина, которую Райс-Оксли и Чаплин знали в молодости. Она заботилась о них и говорила им идти за своей мечтой. В момент её смерти от рака она оставила деньги семье Чаплина; Том прокомментировал: «Я использовал часть денег, чтобы увидеть себя в трудные времена с музыкой». Вскоре после этого имя было сокращено до Keane.
Летом 1997 года Чаплин отправился в Южную Африку, чтобы поработать волонтером во время промежуточного года (англ. gap year). Ранний опыт Чаплина там позже будет отражен в положении группы для кампании «Сделать историю бедности». Возвратившись через год, в июле 1998 года, после встречи с другом Дэвидом Ллойдом Сименом, первыми словами Хьюза, когда группа встретила Чаплина в аэропорту, были: «У нас концерт через десять дней». С оригинальным материалом Кин дебютировали вживую в пабе Hope & Anchor 13 июля 1998 года. В этом же году Чаплин отправился в Эдинбургский университет, чтобы учиться на степень История искусств. Однако позже он бросил учебу и переехал в Лондон, чтобы продолжить музыкальную карьеру на полную ставку со своим друзьями. После своего дебютного выступления группа отправилась на гастроли в Лондон в 1998 и 1999 годах.

## Hopes and Fears (2004—2005)

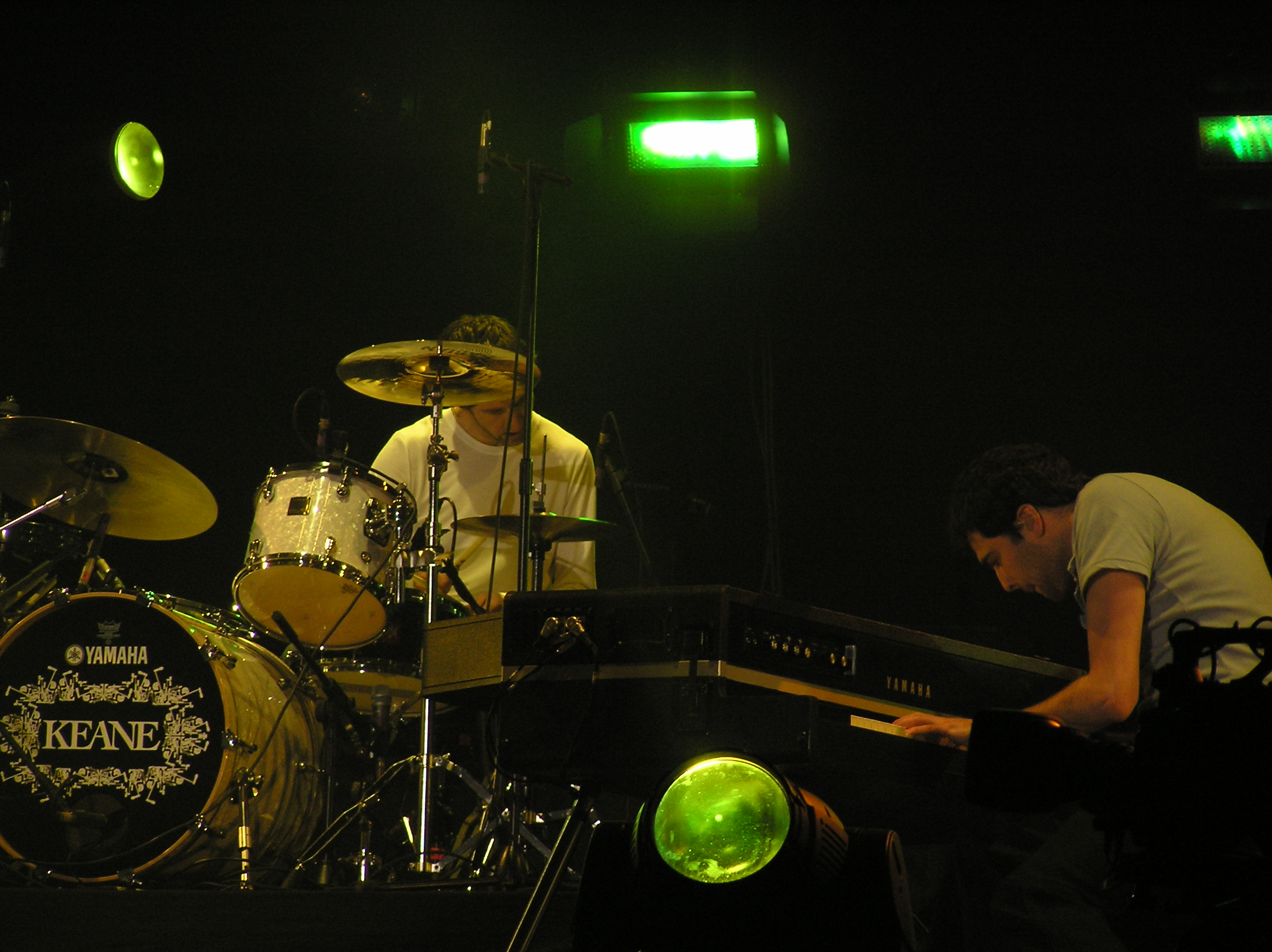
Хьюз и Райс-Оксли на сцене Tsunami Relief Cardiff, 2005 год

В январе 2004 года Keane попали в ежегодный музыкальный опрос BBC — зрители выбрали их в качестве артистов, которых вероятнее всего ждет большой успех в будущем году. Прогноз оказался точным — сингл группы «Somewhere Only We Know» сразу же оказался на третьем месте хит-парада. Дебютный альбом Hopes and Fears, вышедший в мае 2004 года, почти стал самым продаваемым альбомом года в Британии, пока в декабре месяце их неожиданно не обскакал дебютный альбом нью-йоркцев Scissor Sisters.
Hopes and Fears также принес группе две премии Brit Awards — как лучшей британской группе и как лучшему британскому прорыву года. Сингл «Somewhere Only We Know» добрался до третьего места UK Singles Chart, альбом Hopes and Fears в мае возглавил UK Albums Chart, а по итогам года занял второе место по продажам в Королевстве. Рецензенты обращали внимание на потенциал группы. «Radiohead эпохи „Kid A“, играющие кавер-версии песен A-ha», — вынес свой вердикт NME. «Возможно, Keane и похожи на Travis и Coldplay, но только на первый взгляд, — писал журналист другого британского издания. — К тому же песни настолько хороши, что заниматься сравнениями — последнее, что хочется делать, слушая их альбом». «Если вам не нравятся Coldplay и вы слышали, что мы похожи на них — дайте нам шанс, — говорили сами музыканты. — И вы поймете, что мы похожи на себя!». «Название альбома объясняет в двух словах, что мы думаем о жизни. Очевидно, что всё, что мы делаем, сопровождается надеждами и страхами. И нам нравится балансировать между этими двумя состояниями», — говорил Тим.  «Hадежды и страхи — это совсем не то, что мы чувствуем по отношению к своему альбому, — смеется Том Чаплин. — Хотя, если подумать, большинство наших надежд действительно связано именно с музыкой и, стало быть, с этим альбомом».
Практически сразу после выпуска альбома Keane отправились в мировое турне, продлившееся 18 месяцев. Попутно они успели поучаствовать в деятельности благотворительной организации War Child — записали для неё кавер-версии песен «Goodbye Yellow Brick Road» Элтона Джона и «The Sun Ain’t Gonna Shine Anymore» братьев Уокер. Первая песня вошла в сборник War Child: A Day in the Life, а вторую можно было скачать за деньги с официального сайта организации War Child. В 2005 году Keane добились признания и в США, где они выступали на разогреве у U2.  Группа получила номинацию на премию «Грэмми» в категории «Лучший молодой артист», проиграв Джону Ледженду.

## Under the Iron Sea (2006—2007)
В апреле 2005 года Keane начали работу над своим вторым альбомом. В работе им помогал продюсер Энди Грин. Сначала Keane записывали альбом в той же студии в Восточном Суссексе, где они записывали Hopes and Fears, а в начале 2006 года перебрались в Нью-Йорк. Название будущей пластинки — Under the Iron Sea — стало известно 14 марта 2006 года. Альбом вышел в свет в июне, и уже к сентябрю было продано более миллиона копий диска. Альбом вошёл в лучшую десятку рейтингов продаж многих стран мира. Группа запланировала целый ряд выступлений в поддержку альбома, однако в конце августа все гастроли пришлось отменить — вокалист Том Чаплин официально объявил, что он ложится в клинику, чтобы избавиться от наркотической и алкогольной зависимости. Тур возобновился зимой.

## Perfect Symmetry (2008—2009)
В 2007 году участники объявили о записи третьего альбома, в котором они хотели несколько изменить звучание; на роль бас-гитариста в студию был приглашён Джесси Куин. В марте 2007 года во время интервью Чаплин и Хьюз говорили о желании добавить в третий альбом больше органной музыки. Их кавер на «She Sells Sanctuary» является первой песней после записи «The Happy Soldier» (2001) с использованием гитары.
Альбом вышел 13 октября 2008 года и, как и предыдущие альбомы группы, возглавил UK Albums Chart и стал платиновым. Ни один из синглов альбома не попал в первую двадцатку UK Singles Chart, но, например, по мнению журнала Q именно Perfect Symmetry стал лучшим альбомом, а одноимённый трек — лучшим синглом 2008 года. Бо́льшую часть 2009 года группа провела в туре, в том числе побывав в России: на концертах 2 сентября в Санкт-Петербурге и на следующий день в Москве Keane исполнили свои хиты и кавер на песню «Under Pressure» группы Queen.

## Night Train EP (2010)
В мае 2010 года группа выпустила мини-альбом Night Train, в записи некоторых треков также участвовали японка Tigarah и канадский рэпер K'naan. В феврале 2011 года в состав группы был официально включён Джесси Куин, работавший с Keane на протяжении предыдущих трёх лет.

## Strangeland (2011—2012)
3 февраля 2011 года на официальном сайте группы было объявлено, что Джесси Куин стал официальным членом группы.
Четвёртый студийный альбом, Strangeland, был выпущен в мае 2012 года. Как и предыдущие четыре релиза, он дебютировал на вершине британского чарта. Альбом был записан в студии Тима Райс-Оксли Sea Fog Studios в Polegate, Восточный Сассекс. Согласно ресурсу Metacritic, диск получил смешанные отзывы музыкальных критиков, набрав 60 баллов из 100. Группа выпустила «Silenced By The Night», главный сингл альбома, во всем мире 13 марта 2012 года; в Великобритании сингл был выпущен 15 апреля 2012 году. Второй сингл, «Disconnected», был выпущен 20 апреля 2012 года в Германии, Швейцарии и Австрии. Третий сингл, «Sovereign Light Cafe», был выпущен 23 июля 2012 года. Видео было снято в Bexhill-on-Sea в Сассексе, Англия. 8 декабря группа сыграла свой заключительный концерт в 2012 году на UR1 festival в Майами, штат Флорида.

## The Best of Keane и творческий перерыв (2013—2019)
В августе 2013 стало известно, что группа готовит выход компиляции лучших песен. Сборник, получивший название The Best of Keane, был выпущен 11 ноября. Помимо 18 знакомых фанатам композиций, в него вошли две новые песни — «Higher Than a Sun» и «Wont Be Broken», причём обе были изданы также и отдельными синглами.
23 октября 2013 года в интервью Real Radio Yorkshire Том Чаплин рассказал о том, что группа взяла творческий перерыв. Через 3 года, 11 сентября 2016 года группа выпустила песню «Tear Up This Town», которая вошла в саундтрек к фильму «Голос монстра». 14 октября 2016 вышел сольный альбом Тома Чаплина The Wave. Это первая сольная работа певца. 17 января 2017 года вышел рождественский альбом Чаплина Twelve Tales of Christmas.
11 августа 2018 года состоялся акустический концерт всем составом на фестивале Battle Festival. Об этом они сообщили 4 июня того же года.

## Cause and Effect (2019)
20 сентября 2019 состоялся релиз нового альбома Keane — Cause and Effect. В делюкс-версии пятой в их карьере пластинки (без учета сборника хитов) 16 треков (в обычной — 11). Первый сингл «The Way I Feel» вышел 6 июня 2019 года, второй сингл «Love Too Much» — 8 августа 2019 года, также был снят клип. Третий сингл «Stupid Things» — 25 октября 2019 года, было выпущено лирик-видео, состоящее из видео-фрагментов, присланных фанатами. С 28 сентября группа отправились в международный тур в поддержку альбома, финальная часть тура в Северной Америке была перенесена из-за ситуации с коронавирусом.

## Состав
Текущий состав

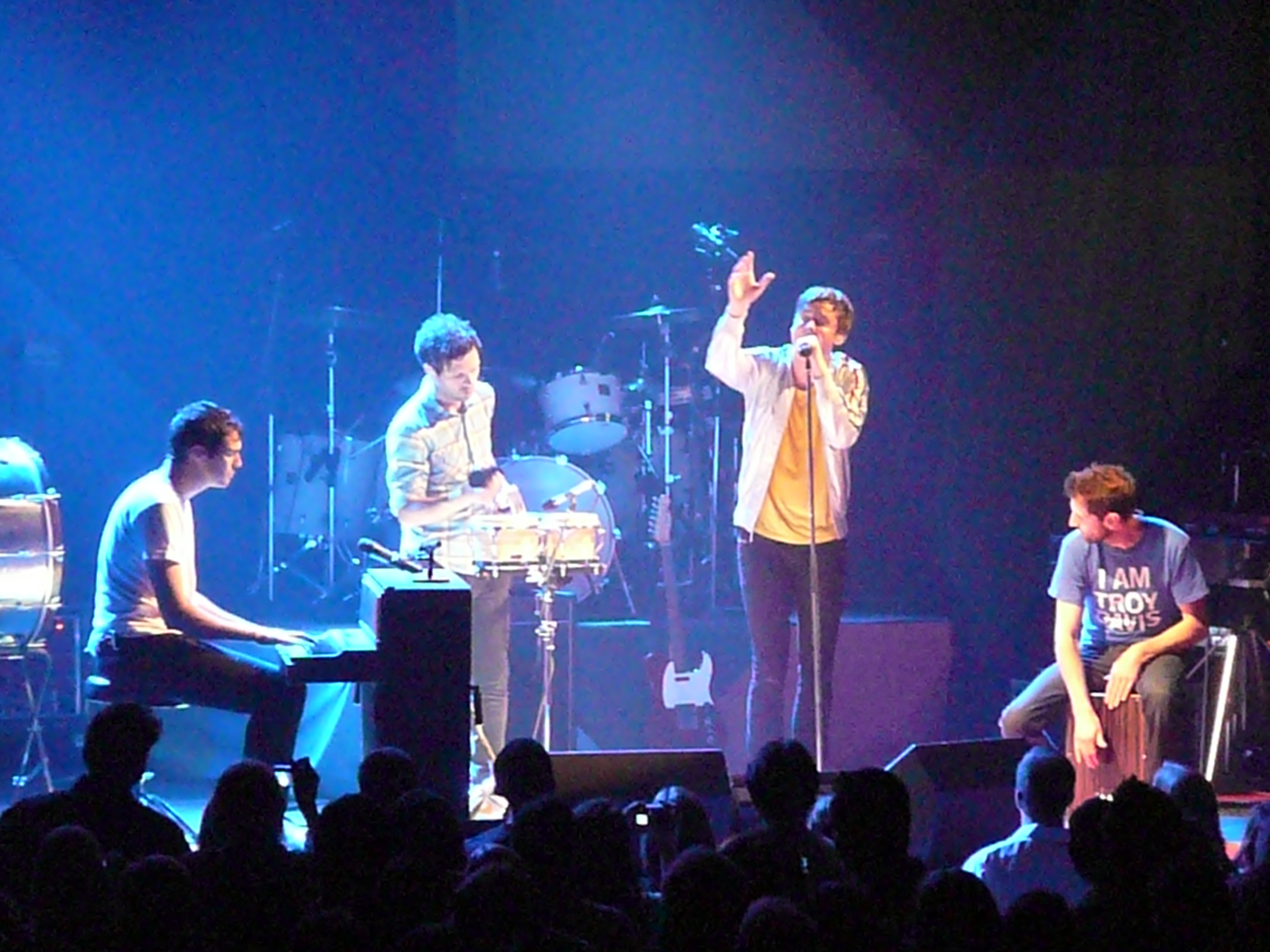
Концерт в Вашингтоне, 2009 год. Слева направо: Тим Райс-Оксли, Джесси Куин, Том Чаплин, Ричард Хьюз

- Том Чаплин — основной вокал, орган, фортепиано, акустическая и электро гитары (1997—2013)
- Тим Райс-Оксли — фортепиано, клавишные, синтезатор, гитара, бас, бэк-вокал (1995—2013)
- Ричард Хьюз — ударные (1995—2013)
- Джесси Куин — бас, электрогитара, синтезатор, перкуссия, бэк-вокал (2011—2013)

Бывшие участники
- Доминик Скотт — основной вокал и гитара (1995—1997), гитара и бэк-вокал (1997—2001).

## Дискография

### Студийные альбомы
- Hopes and Fears — 2004
- Under the Iron Sea — 2006
- Perfect Symmetry — 2008
- Strangeland — 2012
- Cause and Effect — 2019

### Мини-альбомы
- Night Train — 2010
- Dirt — 2021

### Сборники
- The Best of Keane — 2013